# Autorité publique de sécurité
L'Autorité publique de sécurité est un type de structure italienne qui veille au maintien de l'ordre public et à la sécurité du citoyen.

## Sources
- (it) Cet article est partiellement ou en totalité issu de l’article de Wikipédia en italien intitulé « Autorità di pubblica sicurezza (ordinamento italiano) » (voir la liste des auteurs) du 17.11.2007.